# Thiele (Aar)
Die Thiele ist ein 7,2 km langer, linker bzw. nordwestlicher Zufluss der Aar in Bad Arolsen im Landkreis Waldeck-Frankenberg, Hessen (Deutschland).

## Verlauf und Einzugsgebiet
Die Thiele entspringt nahe den Grenzen von Bad Arolsen zur westlich liegenden Gemeinde Diemelsee, zur etwas weiter südlich befindlichen Gemeinde Twistetal und zur nordwestlich im benachbarten Hochsauerlandkreis (Nordrhein-Westfalen) gelegenen Stadt Marsberg. Ihre Quelle liegt im Waldecker Wald zwischen dem Dorf Massenhausen (zu Bad Arolsen) im Nordosten und der waldlosen Massenhauser Höhe (432,5 m ü. NN) im Westsüdwesten. Sie befindet sich in einem Hain in landwirtschaftlich genutztem Gebiet wenige Hundert Meter südsüdöstlich des Gutshofs Höhenhof auf rund 390 m ü. NN.
Anfangs fließt die Thiele nordostwärts nach Massenhausen, dass sie südlich tangiert. Danach verläuft sie südostwärts durch ein nördlich von Wald gesäumtes Tal, in dem sie einen nördlich des Segelflugplatzes Mengeringhausen gelegenen Teich speist und im Abschnitt Bad Arolsen–Korbach von der Bahnstrecke Warburg–Sarnau und der Bundesstraße 252 überbrückt ist. Danach fließt der Bach südlich an der Kernstadt von Bad Arolsen vorbei, wobei er das nordöstlich vom Stadtteil Mengeringhausen gelegene Gewerbegebiet Mengeringhäuser Feld passiert. 
Kurz darauf mündet die Thiele auf etwa 245 m ü. NN in den Twiste-Zufluss Aar.
Das Einzugsgebiet der Thiele umfasst 8,664 km².